# Pristerognathus
Pristerognathus – wymarły rodzaj terocefali (gady ssakokształtne). Znany jest z późnego środkowego permu z RPA. Były to średniej wielkości terocefale o długości ciała około 1,5 m, z czego 25 cm przypadało na czaszkę.
Rodzaj odkrył w 1904 roku R. Broom. Do rodzaju należą następujące gatunki:
- P. baini
- P. platyrhinus
- P. polyodon